# Cratoptera celtillusaria
Cratoptera celtillusaria là một loài bướm đêm trong họ Geometridae.